# 沢田峰樹
沢田 峰樹（さわだ みねき）は、日本のミュージシャン。ロックバンドのボーカルや、シンガーソングライターとして活動する。名前は正字体で澤田 峰樹とも表記される。
東京都府中市生まれ。

## 来歴
高校3年生の時、学校の文化祭で初めてロックバンドを結成（エレクトリックベースとボーカルを担当）する。
楽器販売を手がける企業に勤めたことから、会社の同僚とバンド活動を開始する。多摩市主催のオーディション「'90 TAMA KIDSコンテスト」で準決勝まで残る。その後別のバンド「アモルファス」を結成し、吉祥寺のライブハウスで活動した。
「アモルファス」の活動停止後に、別のバンドを結成したが、その活動方向に疑問を抱き、ボイストレーナーとしてゴスペル歌手のラニー・ラッカーに師事する。その後、ゴスペルグループで2枚のアルバムとアメリカのコンサートツアーに参加した。2015年に「アモルファス」を再結成し、2017年まで活動。
2019年には中国人の琵琶奏者とコラボする企画をおこなったほか、Youtubeでの配信も手がけている。

## ドラマ出演
- にっぽん笑売人（関西テレビ放送、1988年）[1]